# カワサキ・Z H2
Z H2（ゼット エイチツー）はカワサキモータースが2020年に製造開始したオートバイ（大型自動二輪車）である。

## 概要
カワサキモータースがニンジャH2で培った過給機（バランス型スーパーチャージャー）の技術を取り入れたエンジンを搭載している。「スーパーネイキッドハンドリング」という低中速域での優れた旋回性を追求した車体設計になっており、ボッシュ製の慣性計算ユニットを搭載している。

## モデル一覧

### 2020年モデル
新登場の国内向けモデル。2019年10月の東京モーターショーへの出展で詳細を初公表。発表当初の発売時期は2020年秋頃となっていたが、大きく前倒しされ、2020年4月に販売開始となった。

### 2022年モデル
仕様変更はなく、カラーとグラフィックが変わったのみ。

### 2024年モデル
自動車排出ガス規制（平成32年（令和2年）排出ガス規制）に適合した。排ガス記号含む型式は、2BL-ZRT00Kであったが新たに8BL-ZRT00Rになった。規制適合より、燃費数値に変更はあったが、車体構成は2022年モデルと同じである。

### 2025年モデル
仕様変更はなく、カラーとグラフィックが変わったのみ。

## バリエーション

### Z H2 SE
KECS（カワサキ電子制御サスペンション）や、ブレンボ製のマスターシリンダーとStylemaモノブロックキャリパーを組み合わせたフロントブレーキを採用したZ H2の上位モデルである。